# 近藤章仁
近藤 章仁（こんどう あきひと、1962年8月17日 - ）は、神奈川県横浜市出身の元プロ野球選手（投手）。

## 来歴・人物
桐蔭学園高3年次の夏、エースとして善波達也とのバッテリーでノーシードから宮城弘明（横浜商）、青木秀夫（鶴見工）らの好投手に投げ勝って決勝戦まで進出するも、全国優勝する横浜高の愛甲猛と投げ合って0-2で敗退した。
高校卒業後は東洋大学へ進学するが、家庭の事情で中退する。その後、地元社会人野球チームの清工建設に入団する。
1983年のプロ野球ドラフト会議で近鉄バファローズから6位指名を受け入団。
しかし、プロ入り後は専ら打撃投手などで一軍出場機会がないまま、1990年シーズンを最後に現役を引退。
現役引退後は、1991年から1998年まで近鉄で打撃投手を務め、その後は近鉄とオリックス・バファローズで球団職員を務めていた。
退団後、ルートインBCリーグに所属する滋賀ユナイテッドベースボールクラブのマネージャーを務める。

## 詳細情報

### 年度別投手成績
- 一軍公式戦出場なし

### 背番号
- 37 （1984年）
- 87 （1985年）
- 66 （1986年 - 1990年）
- 111 （1991年 - 1998年）